# Myomyscus angolensis
Myomyscus angolensis är en däggdjursart som först beskrevs av Bocage 1890.  Myomyscus angolensis ingår i släktet Myomyscus och familjen råttdjur. Inga underarter finns listade i Catalogue of Life.

## Taxonomi
Djuret placerades efter upptäckten i släktet möss (Mus). Olika auktorer klassificerade arten under 1900-talet i olika släkten. Ett av dessa var Myomys, som visade sig vara ett synonym till Mastomys. På grund av flera likheter med Mastomys shortridgei flyttades arten till detta släkte. Däremot har honor av djuret inte lika många spenar. Så blev arten en medlem i släktet Myomyscus. Genetiska studier i framtiden kan medföra att arten flyttas till ett annat släkte.

## Utbredning och ekologi
Arten förekommer i centrala och västra Angola. Den lever främst på landets högplatå och har savanner och trädgrupper som habitat. Myomyscus angolensis kan troligen anpassa sig till landskapsförändringar. Typiska växter i regionen tillhör släktet Combretum och arten mopane.
Kanske når arten södra Kongo-Kinshasa.
Djuret är nattaktiv och vistas på marken. Annars är inget känt om levnadssättet.

## Utseende
Denna gnagare blir 10,9 till 12,7 cm lång (huvud och bål) och har en 10,3 till 12,8 cm lång svans. Bakfötterna är cirka 2,5 cm långa. Viktuppgifter saknas. På ovansidan förekommer brun till rödbrun päls och undersidan är täckt av ljusgrå päls. Djuret har vita fötter. Svansen har samma färguppdelning som bålen. Hos honor finns tre par spenar vid bröstet och två par spenar vid ljumsken.

## Hot
För beståndet är inga hot kända och hela populationen bedöms som stabil. IUCN listar arten som livskraftig (LC).